# Амр Ель-Солія
Амр Ель-Солія (араб. عمرو السولية, нар. 2 квітня 1990, Ісмаїлія) — єгипетський футболіст, півзахисник клубу «Аль-Аглі» та національної збірної Єгипту. На клубному рівні грав також за єгипетський клуб «Ісмайлі» та клуб «Аль-Шааб» з ОАЕ. П'ятиразовий чемпіон Єгипту, дворазовий володар Кубка Єгипту. Переможець Ліги чемпіонів КАФ, бронзовий призер клубного чемпіонату світу з футболу 2020 року.

## Клубна кар'єра
Амр Ель-Солія народився 1990 року в місті Ісмаїлія, та є вихованцем футбольної школи місцевого клубу «Ісмайлі». Дорослу футбольну кар'єру розпочав 2009 року в основній команді того ж клубу, в якій провів шість сезонів, взявши участь у 126 матчах чемпіонату. У 2015 році став гравцем клубу «Аль-Шааб» з ОАЕ, втім грав у її складі лише півроку.
На початку 2016 року Амр Ель-Солія став гравцем клубу «Аль-Аглі» з Каїра. У складі клубу став п'ятиразовим чемпіоном Єгипту та дворазовим володарем Кубка Єгипту. У 2020 році в складі каїрської команди став переможцем Ліги чемпіонів КАФ. За підсумками цього турніру «Аль-Аглі» кваліфікувалось до клубного чемпіонату світу 2020 року, на якому Ель-Солія в складі команди став бронзовим призером Станом на липень 2023 року відіграв за каїрську команду 159 матчів в чемпіонаті Єгипту.

## Виступи за збірні
Протягом 2009—2012 років Амр Ель-Солія залучався до складу молодіжної збірної Єгипту. На молодіжному рівні зіграв у 4 офіційних матчах.
У 2010 року Амр Ель-Солія дебютував в офіційних матчах у складі національної збірної Єгипту. Станом на початок 2021 року зіграв у складі збірної 44 матчі, у яких відзначився 1 забитим м'ячем.

## Титули і досягнення
- Чемпіон Єгипту (5):

«Аль-Аглі»: 2015—2016, 2016—2017, 2017—2018, 2018—2019, 2019—2020
- Володар Кубка Єгипту (3):

«Аль-Аглі»: 2017, 2020, 2022
- Володар Суперкубка Єгипту (4):

«Аль-Аглі»: 2017, 2017/18, 2021/22, 2022/23
- Переможець Ліги чемпіонів КАФ (3):

«Аль-Аглі»: 2019–2020, 2020–2021, 2022–2023
- Володар Суперкубка КАФ (2):

«Аль-Аглі»: 2020, 2021
- Срібний призер Кубка африканських націй: 2021